# 오카다 가즈치카

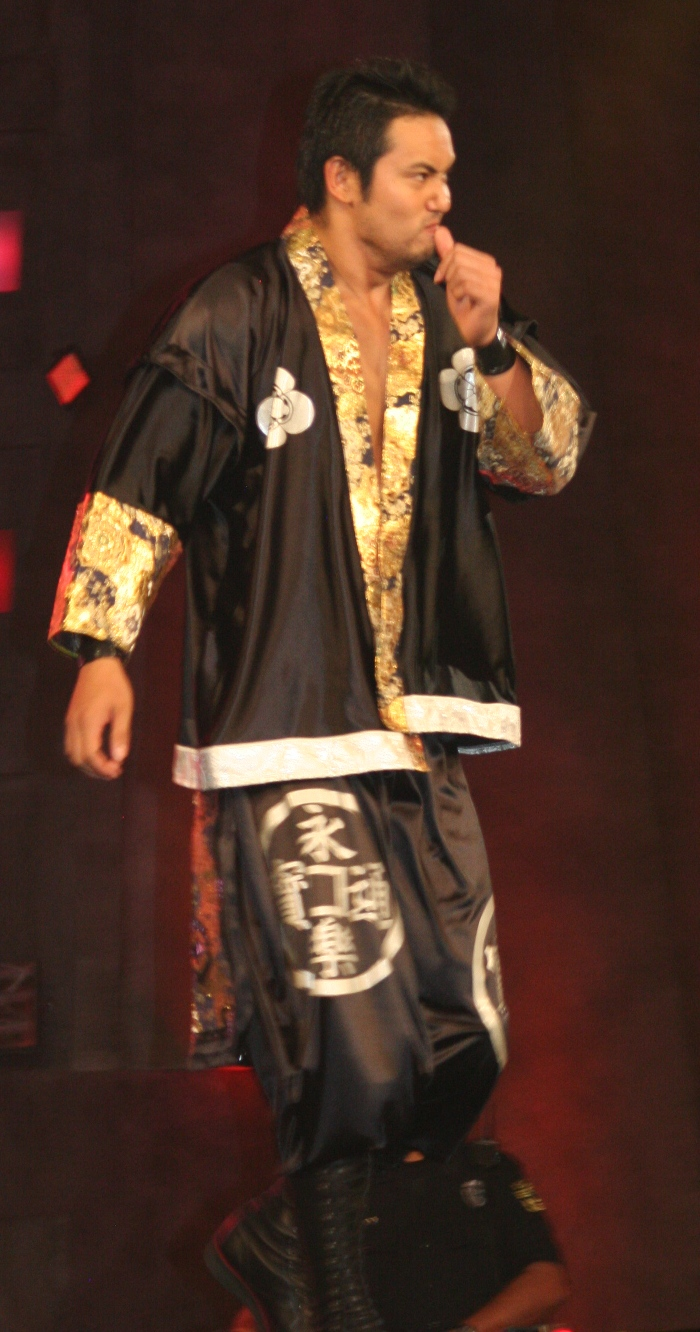
오카다 카즈치카

오카다 카즈치카(일본어: 岡田和睦/オカダ・カズチカ, 1987년 11월 8일 ~ )는 일본의 남자 프로레슬러이다. 키는 191cm 몸무게는 107kg이다.